# Чимберофф, Бен
Бенджамин (Бен) Чимберофф (англ. Benjamin (Ben) Chimberoff; 15 июля 1874, Российская империя — 2 января 1940, Лос-Анджелес, Калифорния или Калифорния) — американский гимнаст и легкоатлет, выступавший в барьерном беге, прыжках в длину и толкании ядра. Участник летних Олимпийских игр 1904 года.

## Биография
Бен Чимберофф родился 15 июля 1874 года в Российской империи.
В 1877 году вместе с родителями перебрался в США. В 1901 году получил американское гражданство.
Работал портным, был управляющим магазином одежды.
В 1904 году вошёл в состав сборной США на летних Олимпийских играх в Сент-Луисе. В спортивной гимнастике в личном многоборье занял 92-е место, набрав 47,93 балла и уступив 21,87 балла завоевавшему золото Юлиусу Ленхарту из Австрии. В первенстве на девяти снарядах занял 92-е место, набрав 24,53 балла и уступив 18,96 балла завоевавшему золото Адольфу Шпинлеру из Швейцарии. В легкоатлетическом троеборье (прыжки в длину, толкание ядра, бег на 100 ярдов с барьерами), также входившем в гимнастическую программу, поделил 79-80-е места, набрав 23,4 балла и уступив 12,3 балла завоевавшему золото Максу Эммериху из США.
Дата смерти неизвестна.